# Черепахи аж до низу (фільм)
«Черепахи аж до низу» (англ. Turtles All the Way Down) — американська романтична драма, знята Ханною Маркс з Ізабелою Монер у головній ролі. Сценарій написали Айзек Аптакер і Елізабет Бергер за мотивами однойменного роману Джона Ґріна.
«Черепахи аж до низу» став п'ятою кіно- чи телевізійною адаптацією романів Ґріна після фільмів «Винні зірки» (2014), «Паперові міста» (2015), «Нехай йде сніг» (2019) та «В пошуках Аляски» (2019).

## Сюжет
17-річна дівчина, яка бореться з обсесивно-компульсивним розладом, повертається до свого дитячого кохання. Проте вона стикається з можливістю знайти любов і щастя, незважаючи на психічне захворювання.

## Актори
- Ізабела Монер — Ейза Голмс
- Крі Чіккіно — Дейзі Рамірез
- Фелікс Меллард — Девіс Пікетт
- Джуді Реєс у ролі Джини Холмс[4]
- Малік Джонсон — Міхал Тернер
- Дж. Сміт-Кемерон в ролі професора Еббота
- Пурна Джаганнатан — доктор Сінгх
- Ханна Маркс — Холлі

## Виробництво
Фільм був обраний компанією Fox 2000 Pictures після публікації роману в 2017 році, а Ґрін і Росіанна Галс Рохас стали виконавчими продюсерами. Ісаак Аптакер і Елізабет Бергер стали сценаристами, про це було повідемлено в травні 2018 року, а Ханна Маркс стала режисером.
Однак виробництво було відкладено після того, як Disney придбав Fox 2000 Pictures. Проєкт підхопив New Line Cinema, а права на розповсюдження передали HBO Max. Продюсерами фільму є Марті Боуен, Вік Годфрі та Ісаак Клауснер з Temple Hill Entertainment, продюсерської компанії, яка створила екранізацію попередніх романів Ґріна «Винні наші зірки», «Паперові міста» та «У пошуках Аляски».
Фільм було анонсовано в березні 2022 року з Монер у головній ролі. Наступного місяця Рейес, Чіккіно та Меллард також стали частиною акторського складу. У травні 2022 року було оголошено, що Дж. Сміт-Кемерон, Пурна Джаганнатан і Малік Джонсон також з'являться у фільмі.
Основні зйомки розпочалися в Цинциннаті, штат Огайо, 26 квітня 2022 року.